# راه اندوه

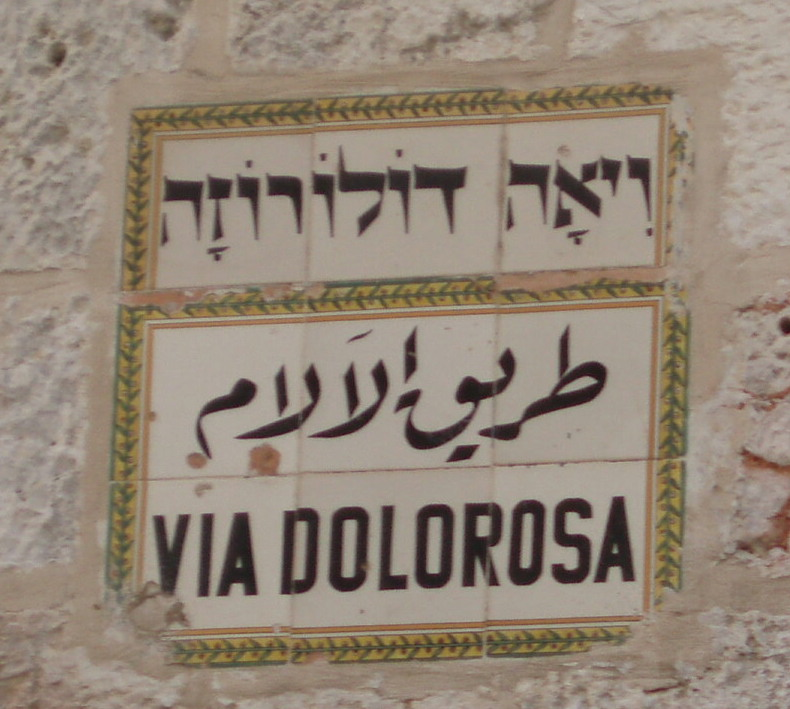
تصویری از پلاک راه ویا دلوروسا در اورشلیم.

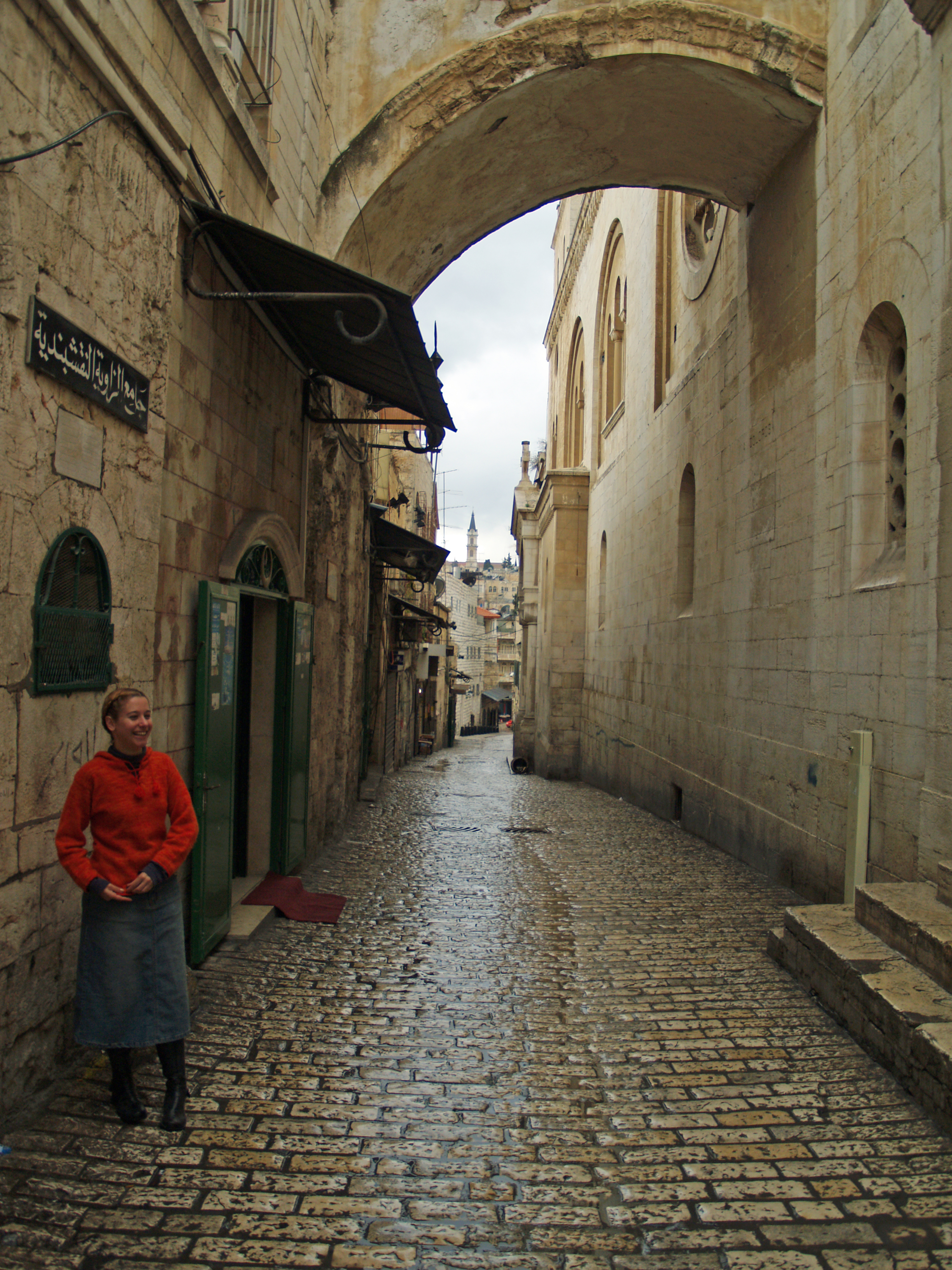
تصویری از راه رنج در اورشلیم.

ویا دولوروسا (به عبری: ויה דולורוזה) (به عربی: طریق الآلام) (به لاتین: Via Dolorosa) نام خیابانی در بخش باستانی شهر اورشلیم است. بر باور مسیحیان، مسیر این خیابان، همان راهی است که عیسی مسیح در روز مصلوب شدن، آن را صلیب بردوش، طی کرد و طی راه، مورد مصائب فراوان قرار گرفت.
ویا دولوروسا عبارتی لاتین و به معنای «راه رنج و الم» است.
خیابان ویا دولوروسا به کلیسای قبر مقدس ختم می‌شود. بر باور مسیحیان، عیسی مسیح در جایی که اکنون کلیسای قبر مقدس بر روی آن قرار گرفته، مصلوب گشته و از آنجا به آسمان عروج کرده‌است.

## زیارت‌گاه
سالیانه صدها هزار گردشگر برای بازدید از ویا دولوروسا و دیگر بناهای با اهمیت مذهبی اورشلیم به این شهر سفر می‌کنند و بسیاری از گردشگران، مسیر ویا دولوروسا را پیاده طی می‌کنند.